# Гельферскірхен
Гельферскірхен (нім. Helferskirchen) — громада в Німеччині, розташована в землі Рейнланд-Пфальц. Входить до складу району Вестервальд. Складова частина об'єднання громад Віргес.
Площа — 5,00 км2. Населення становить 1203 ос. (станом на 31 грудня 2020).